# Lynda Lemay

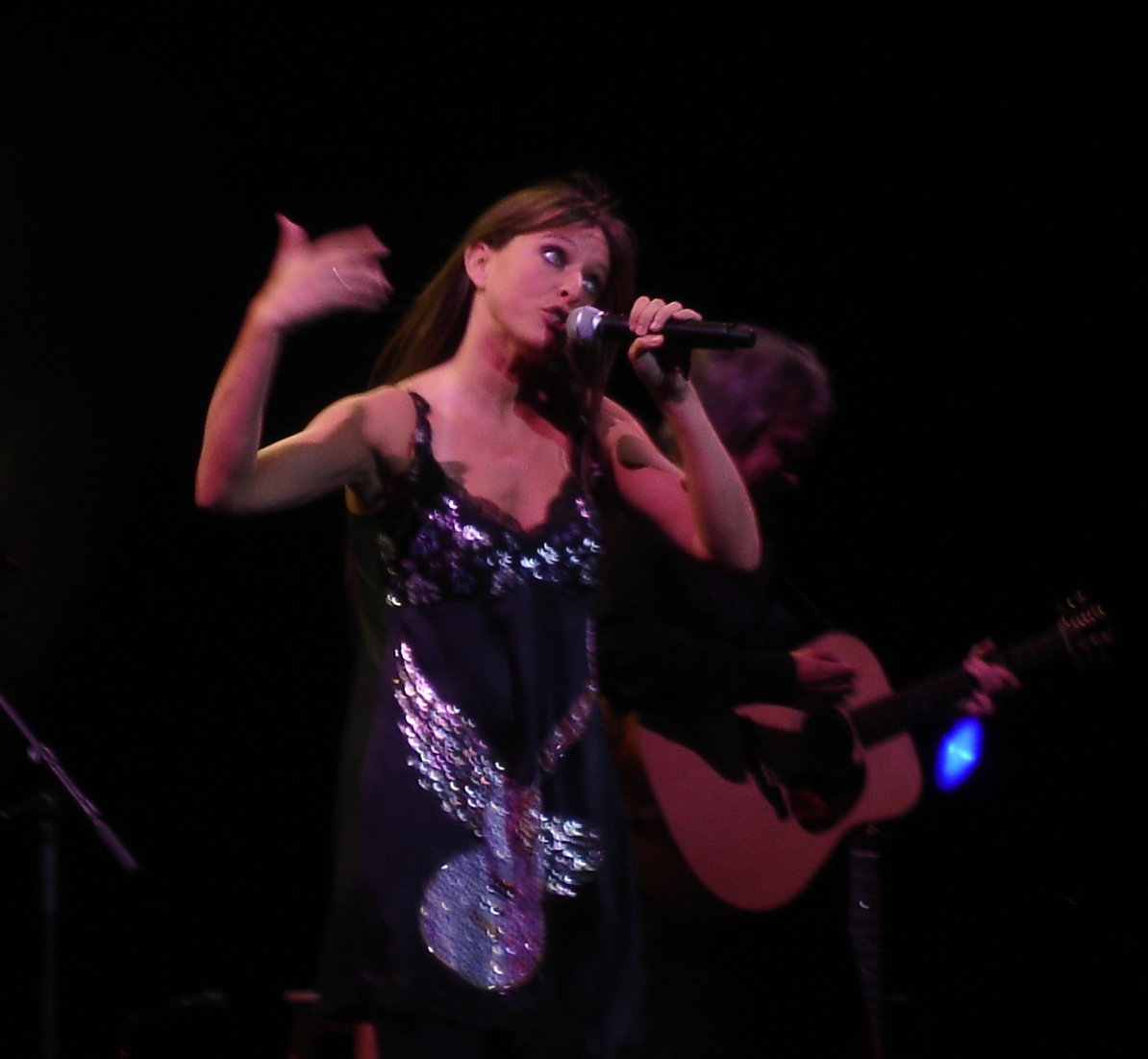
Lynda Lemay, Konzert in Carcassonne im Juli 2007

Lynda Lemay (* 25. Juli 1966 in Portneuf, Québec) ist eine frankophone kanadische Sängerin.

## Leben und Wirken
Lemay bezeichnet sich in ihren Liedern stets als Quebecerin (québecoise) und lehnt die Bezeichnung der Einwohner Quebecs als „Kanadier“ explizit ab. Ihre Musik ist eher textlastig und erzählt häufig kleine Geschichten des Alltags. Am 22. Juli 2006 kam ihre Tochter Ruby zur Welt, deren Vater der Amerikaner Michael Weisinger ist, mit dem Lemay seit Sommer 2005 verheiratet ist. Die Sängerin hat eine weitere Tochter aus der geschiedenen Ehe mit dem Komiker und Schauspieler Patrick Huard.
Ihre ersten „Chansons“ schrieb sie im Alter von neun Jahren (Papa, bist du da?). Mit 18 begann sie ein Literaturstudium, schrieb einen Roman und entdeckte ihr Interesse für das Klavier. Ihr größtes musikalisches Vorbild ist der französische Rock-Star Johnny Hallyday. 1988 hatte sie ihre ersten großen Erfolge und gewann 1989 beim renommierten Chanson-Festival in Granby. Durch die Unterstützung von Charles Aznavour gelang es ihr auch außerhalb Kanadas Bekanntheit zu erlangen. Seither erhielt sie zahlreiche Preise in Québec und in Frankreich (z. B. 1995 den Preis Sentier des Halles oder die Auszeichnung als beste weibliche Interpretin des Jahres 2003 bei den Victoires de la musique).
Die Texte ihrer Lieder zeichnen sich häufig durch eine Mischung aus Verzweiflung und (Selbst)ironie aus; oft ist von den Sorgen alleinerziehender Mütter die Rede, gelegentlich von der Identität der Quebecer. Lemays zuletzt erschienenes Album (Ma Signature) erreichte in Frankreich Gold-Status und stellt für sie eine Rückkehr zu den Ursprüngen ihrer Karriere dar, also akustische Gitarren-Klänge und poetische Texte. Insgesamt hat sie im französischsprachigen Raum inzwischen über drei Millionen Alben verkauft, was Lynda Lemay zu einer der erfolgreichsten frankokanadischen Musikerinnen macht. Seit Februar 2007 ist sie mit ihrer Tournee C’est que du bois in Frankreich, Québec, der Schweiz und Belgien unterwegs. Lynda Lemays vierzigster Auftritt in der berühmten Olympia-Halle in Paris erschien im November 2007 auf DVD. Für die Realisation dieses Projekts konnte Gerard Pullicino gewonnen werden.

## Diskografie

### Studioalben
| Jahr | Titel                     | Höchstplatzierung, Gesamtwochen, AuszeichnungChartplatzierungen (Jahr, Titel, Platzierungen, Wochen, Auszeichnungen, Anmerkungen) | Höchstplatzierung, Gesamtwochen, AuszeichnungChartplatzierungen (Jahr, Titel, Platzierungen, Wochen, Auszeichnungen, Anmerkungen) | Höchstplatzierung, Gesamtwochen, AuszeichnungChartplatzierungen (Jahr, Titel, Platzierungen, Wochen, Auszeichnungen, Anmerkungen) | Höchstplatzierung, Gesamtwochen, AuszeichnungChartplatzierungen (Jahr, Titel, Platzierungen, Wochen, Auszeichnungen, Anmerkungen) | Anmerkungen                                                         |
| Jahr | Titel                     | CA | FR | BEW | CH | Anmerkungen                                                         |
| ---- | ------------------------- | --- | --- | --- | --- | ------------------------------------------------------------------- |
| 1990 | Nos rêves                 | — | FR116 Gold · (3 Wo.)FR | — | — | Charteinstieg in Frankreich 2001                                    |
| 1998 | Lynda Lemay               | CA13 Gold · (2 Wo.)CA | FR42 ×2Doppelgold · (43 Wo.)FR | BEW38 (4 Wo.)BEW | — | Erstveröffentlichung: 15. Januar 1998 Charteinstieg in Belgien 2003 |
| 2000 | Du coq à l’âme            | CA12 Gold · (1 Wo.)CA | FR1 ×2Doppelplatin · (78 Wo.)FR                                                                                                   | BEW37 (4 Wo.)BEW | CH29 (16 Wo.)CH | Erstveröffentlichung: 24. Oktober 2000                              |
| 2002 | Les secrets des oiseaux   | CA5 (1 Wo.)CA | FR2 Platin · (48 Wo.)FR | BEW3 (23 Wo.)BEW | CH13 (11 Wo.)CH |                                                                     |
| 2005 | Un paradis quelque part   | — | FR1 Platin · (45 Wo.)FR | BEW3 (35 Wo.)BEW | CH5 (12 Wo.)CH | Erstveröffentlichung: 18. Februar 2005                              |
| 2006 | Un éternel hiver          | — | FR22 (12 Wo.)FR | BEW22 (13 Wo.)BEW | CH29 (4 Wo.)CH | Erstveröffentlichung: 28. Februar 2006                              |
| 2006 | Ma signature              | — | FR2 Gold · (28 Wo.)FR | BEW3 (33 Wo.)BEW | CH16 Gold · (14 Wo.)CH | Erstveröffentlichung: 10. November 2006                             |
| 2008 | Allo c’est moi            | — | FR5 Gold · (23 Wo.)FR | BEW6 (19 Wo.)BEW | CH16 Gold · (9 Wo.)CH | Erstveröffentlichung: 7. November 2008                              |
| 2013 | Feutres et pastels        | CA20 (1 Wo.)CA | FR5 Gold · (32 Wo.)FR | BEW5 (50 Wo.)BEW | CH14 (6 Wo.)CH | Erstveröffentlichung: 20. September 2013                            |
| 2016 | Décibels et des silences  | CA33 (2 Wo.)CA | FR5 (18 Wo.)FR | BEW4 (34 Wo.)BEW | CH11 (7 Wo.)CH | Erstveröffentlichung: 23. September 2016                            |
| 2020 | Il était onze fois        | — | FR113 (4 Wo.)FR | BEW34 (6 Wo.)BEW | — | Erstveröffentlichung: 11. November 2020                             |
| 2020 | Des milliers de plumes    | — | FR89 (4 Wo.)FR | BEW43 (6 Wo.)BEW | — | Erstveröffentlichung: 11. November 2020                             |
| 2021 | À la croisée des humains  | CA6 (1 Wo.)CA | FR86 (1 Wo.)FR | BEW14 (5 Wo.)BEW | CH55 (1 Wo.)CH | Erstveröffentlichung: 12. März 2021                                 |
| 2021 | De la rosée dans les yeux | CA7 (1 Wo.)CA | FR84 (1 Wo.)FR | BEW12 (4 Wo.)BEW | CH56 (1 Wo.)CH | Erstveröffentlichung: 12. März 2021                                 |
| 2021 | Haute mère                | CA20 (1 Wo.)CA | FR147 (1 Wo.)FR | BEW74 (7 Wo.)BEW | CH52 (1 Wo.)CH | Erstveröffentlichung: 7. Mai 2021                                   |
| 2023 | Il n’y a qu’un pas        | — | FR67 (2 Wo.)FR | BEW90 (4 Wo.)BEW | CH48 (2 Wo.)CH | Erstveröffentlichung: 20. Januar 2023                               |

grau schraffiert: keine Chartdaten aus diesem Jahr verfügbar
Weitere Studioalben
- 1994: Y
- 1996: Lynda Lemay (FR: ×2Doppelgold )

### Livealben
| Jahr | Titel              | Höchstplatzierung, Gesamtwochen, AuszeichnungChartplatzierungen (Jahr, Titel, Platzierungen, Wochen, Auszeichnungen, Anmerkungen) | Höchstplatzierung, Gesamtwochen, AuszeichnungChartplatzierungen (Jahr, Titel, Platzierungen, Wochen, Auszeichnungen, Anmerkungen) | Höchstplatzierung, Gesamtwochen, AuszeichnungChartplatzierungen (Jahr, Titel, Platzierungen, Wochen, Auszeichnungen, Anmerkungen) | Höchstplatzierung, Gesamtwochen, AuszeichnungChartplatzierungen (Jahr, Titel, Platzierungen, Wochen, Auszeichnungen, Anmerkungen) | Anmerkungen                             |
| Jahr | Titel              | CA | FR | BEW | CH | Anmerkungen                             |
| ---- | ------------------ | --- | --- | --- | --- | --------------------------------------- |
| 1999 | Live               | CA13 Gold · (1 Wo.)CA | FR2 ×2Doppelplatin · (55 Wo.)FR                                                                                                   | BEW28 (18 Wo.)BEW | CH56 (15 Wo.)CH | Erstveröffentlichung: 8. März 1999      |
| 2002 | Les lettres rouges | CA— GoldCA | FR1 ×2Doppelplatin · (57 Wo.)FR                                                                                                   | — | CH5 Gold · (18 Wo.)CH | Erstveröffentlichung: 16. April 2002    |
| 2010 | Blessée            | CA9 (1 Wo.)CA | FR3 Gold · (24 Wo.)FR | BEW3 (23 Wo.)BEW | CH22 (8 Wo.)CH | Erstveröffentlichung: 3. September 2010 |

### Kompilationen
| Jahr | Titel                                                 | Höchstplatzierung, Gesamtwochen, AuszeichnungChartplatzierungen (Jahr, Titel, Platzierungen, Wochen, Auszeichnungen, Anmerkungen) | Höchstplatzierung, Gesamtwochen, AuszeichnungChartplatzierungen (Jahr, Titel, Platzierungen, Wochen, Auszeichnungen, Anmerkungen) | Höchstplatzierung, Gesamtwochen, AuszeichnungChartplatzierungen (Jahr, Titel, Platzierungen, Wochen, Auszeichnungen, Anmerkungen) | Höchstplatzierung, Gesamtwochen, AuszeichnungChartplatzierungen (Jahr, Titel, Platzierungen, Wochen, Auszeichnungen, Anmerkungen) | Anmerkungen                             |
| Jahr | Titel                                                 | CA | FR | BEW | CH | Anmerkungen                             |
| ---- | ----------------------------------------------------- | --- | --- | --- | --- | --------------------------------------- |
| 2001 | Double elle                                           | — | FR25 (10 Wo.)FR | — | — |                                         |
| 2005 | Des secrets & des lettres                             | — | FR20 (9 Wo.)FR | — | — |                                         |
| 2011 | Best Of                                               | CA11 (2 Wo.)CA | FR19 (16 Wo.)FR | BEW6 (30 Wo.)BEW | CH41 (7 Wo.)CH | Erstveröffentlichung: 2. September 2011 |
| 2023 | Il n’y a qu’un pas                                    | — | FR67 (2 Wo.)FR | BEW90 (4 Wo.)BEW | CH48 (2 Wo.)CH | Erstveröffentlichung: 20. Januar 2023   |
| 2023 | Entre la flamme et la suie                            | — | FR134 (1 Wo.)FR | BEW83 (2 Wo.)BEW | — | Erstveröffentlichung: 10. Februar 2023  |
| 2023 | Des bordées de mots                                   | — | FR150 (1 Wo.)FR | BEW110 (2 Wo.)BEW | — | Erstveröffentlichung: 16. Juni 2023     |
| 2023 | Critiquement incorrecte                               | — | FR159 (1 Wo.)FR | BEW145 (1 Wo.)BEW | — | Erstveröffentlichung: 16. Juni 2023     |
| 2023 | Le baiser de l’horizon                                | — | — | BEW136 (1 Wo.)BEW | — | Erstveröffentlichung: 10. November 2023 |
| 2023 | Entre le rêve et le souvenir - Chansons de mes débuts | — | — | BEW161 (1 Wo.)BEW | — | Erstveröffentlichung: 10. November 2023 |

### Videoalben
| Jahr | Titel | Höchstplatzierung, Gesamtwochen, AuszeichnungChartplatzierungen (Jahr, Titel, Platzierungen, Wochen, Auszeichnungen, Anmerkungen) | Höchstplatzierung, Gesamtwochen, AuszeichnungChartplatzierungen (Jahr, Titel, Platzierungen, Wochen, Auszeichnungen, Anmerkungen) | Höchstplatzierung, Gesamtwochen, AuszeichnungChartplatzierungen (Jahr, Titel, Platzierungen, Wochen, Auszeichnungen, Anmerkungen) | Höchstplatzierung, Gesamtwochen, AuszeichnungChartplatzierungen (Jahr, Titel, Platzierungen, Wochen, Auszeichnungen, Anmerkungen) | Anmerkungen |
| Jahr | Titel | CA | FR | BEW | CH | Anmerkungen |
| ---- | ----- | --- | --- | --- | --- | ----------- |
| 2007 | 40/40 | — | FR— ×2DoppelplatinFR | — | CH9 (1 Wo.)CH |             |

## Auszeichnungen für Musikverkäufe
| Goldene Schallplatte - Frankreich - 2001: für das Album Nouveaute | 2× Platin-Schallplatte - Kanada - 1998: für das Album Y |

Anmerkung: Auszeichnungen in Ländern aus den Charttabellen bzw. Chartboxen sind in ebendiesen zu finden.
| Land/RegionAuszeichnungen für Musikverkäufe (Land/Region, Auszeichnungen, Verkäufe, Quellen) | Gold       | Platin       | Verkäufe  | Quellen                     |
| -------------------------------------------------------------------------------------------- | ---------- | ------------ | --------- | --------------------------- |
| Frankreich (SNEP)                                                                            | 10× Gold10 | 10× Platin10 | 2.565.000 | infodisc.fr snepmusique.com |
| Kanada (MC)                                                                                  | 4× Gold4   | 2× Platin2   | 400.000   | musiccanada.com             |
| Schweiz (IFPI)                                                                               | 3× Gold3   | —            | 50.000    | hitparade.ch                |
| Insgesamt                                                                                    | 17× Gold17 | 12× Platin12 |           |                             |